# 壓碎岩

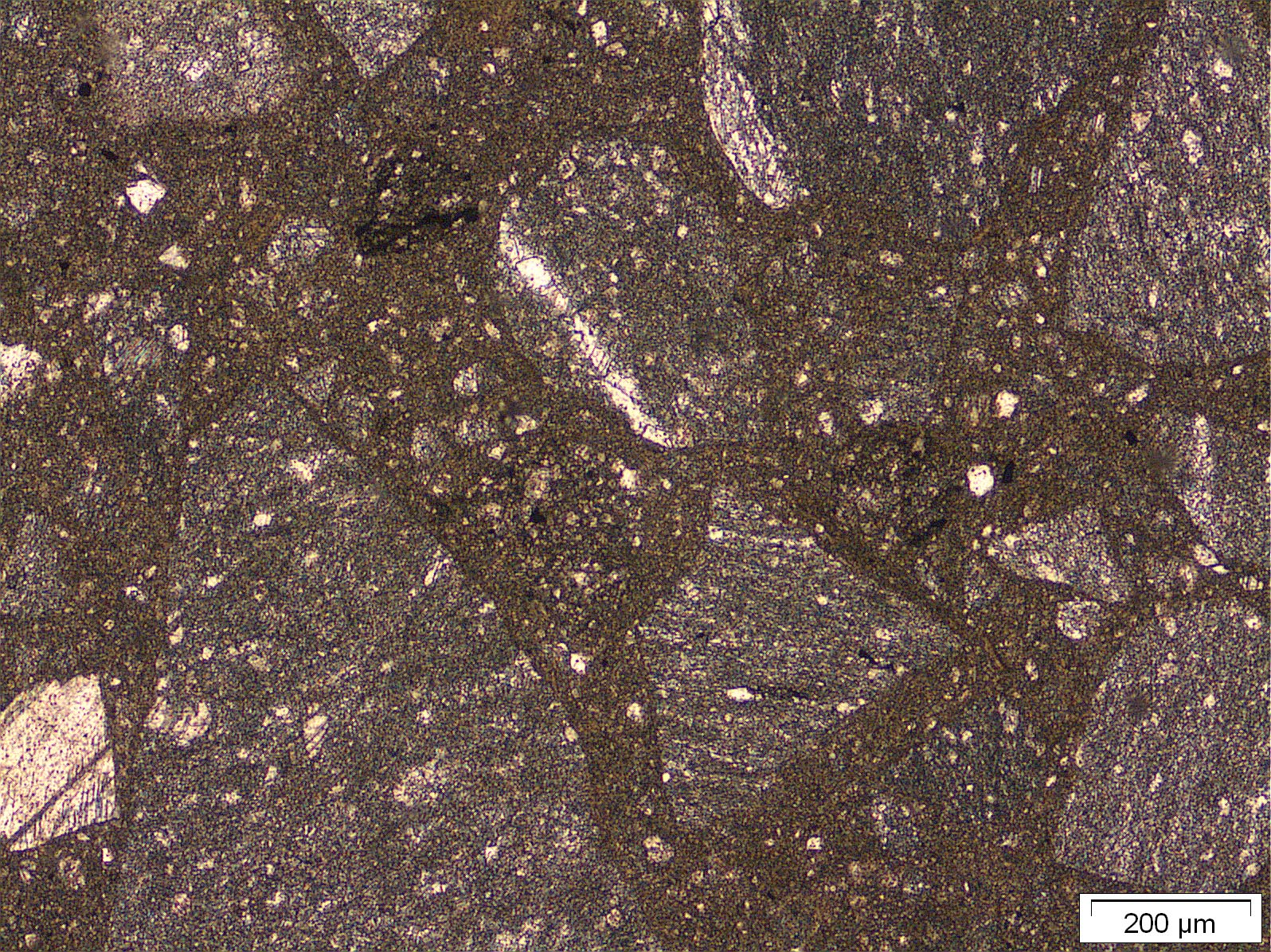
岩石顯微鏡下的碎裂石，標本是從瑞士Alps 山，Engelberg附近的山崩処。屬於Helvetic推覆體中的Malm 層

壓碎岩或碎裂岩（英語：Cataclasite）是一種被固結的粒狀斷層岩
。 碎裂作用，是形成壓碎岩的重要過程。 它們屬於在地殼上部由斷裂或壓裂形成的一種碎屑岩 。 壓碎岩和斷層泥不同，斷層泥是非固結性的。和斷層角礫岩的區別在與後者含有較粗的碎片。

## 類型
壓碎岩所組成的顆粒來自斷層圍岩的破碎碎片和和微小碎片組成的基質，這些微碎片是岩石的固結物質。 壓碎岩分類方案有不同的類型。 Sibson 的分類方案是根據基質與碎屑顆粒的比例。例如斷層角礫岩是一種碎屑岩，其碎屑顆粒大於 2 毫米，佔岩石的至少 30%。Sibson 的其他壓碎岩分類方案如下：
原壓碎岩是一種基質佔總體積不到50%的壓碎岩，中壓碎岩是一種基質佔總體積的50%至90%的壓碎岩超壓碎岩是一種碎基質佔總體積的90%以上的壓碎岩。 
根據這種分類方案，壓碎岩包括任何由脆性變形形成的斷層岩，其碎屑顆粒和基質都來自斷層圍岩的岩石。糜棱岩是另一種斷層岩，但它具有通過延性變形形成的片岩紋理。  壓碎岩通常缺乏定向結構，但一些壓碎岩是葉片狀的。根據 Sibson 1975 年的分類方案，這些具葉片狀的壓碎岩被歸類為糜棱岩，雖然一些實驗證明碎裂作用也可以形成有定向葉片紋理的壓碎岩。在修改後的分類方案，具葉片紋理的斷層岩被歸類為壓碎岩，因為它是由碎裂作用產生的。

## 形成
壓碎岩是通過礦物和岩石顆粒逐步壓裂形成的，這一過程稱為壓碎。壓碎岩是經過這種壓碎，加上在斷層活動中，顆粒被摩擦滑動和旋轉的結果。 這種過程，包括壓碎、摩擦滑動和旋轉被稱為碎裂（cataclasis）。
碎裂可以使岩石在地殼流過一個較寬闊的脆性區域。

## 背景
在地球表面附近的許多斷層都很脆，並在内部有低溫變形的現象。 因爲是低溫環境，顆粒在壓力下不能被塑性變形，也不能伸長或再結晶，顆粒多被碎裂，形成壓碎岩，而不是糜棱岩，後者需要顆粒塑性變形。 由於石英是地殼中的主要岩石礦物，石英的從脆到韌性的變形轉變可代表壓碎岩形成的位置。 這通常是在地殼的最上部 10－12 公里処。